# Ceanothus connivens
Ceanothus connivens är en brakvedsväxtart som beskrevs av Edward Lee Greene. Ceanothus connivens ingår i släktet Ceanothus och familjen brakvedsväxter. Inga underarter finns listade i Catalogue of Life.